# Eucalyptus lehmannii
Eucalyptus lehmannii ist eine Pflanzenart innerhalb der Familie der Myrtengewächse (Myrtaceae). Sie kommt westlichen und mittleren Teil der Südküste Western Australias vor und wird dort „Bushy Yate“, „Bold Island Marlock“, „Lehmanns Mallee“ oder „Lehmanns Gum“ genannt.

## Beschreibung

### Erscheinungsbild und Blatt
Eucalyptus lehmannii  wächst in der Wuchsform der Mallee-Eukalypten, dies ist eine Wuchsform, die mehr strauchförmig als baumförmig ist, es sind meist mehrere Stämme vorhanden, die einen Lignotuber ausbilden; oder Baum, der Wuchshöhen von bis zu 7 Meter erreicht. Die Borke ist am gesamten Baum glatt und grau, grau-braun, rotbraun rot oder leicht rosafarben. Oft sammelt sich ältere Borke am unteren Teil des Stammes. Öldrüsen gibt es zwar im Mark, nicht aber in der Borke.
Bei Eucalyptus lehmannii liegt Heterophyllie vor. Die Laubblätter sind stets in Blattstiel und Blattspreite gegliedert. Der Blattstiel ist schmal abgeflacht oder kanalförmig. An mittelalten Exemplaren ist die Blattspreite elliptisch bis eiförmig, gerade, ganzrandig und matt grün. Die auf Ober- und Unterseite gleichfarbig matt grünen Blattspreiten an erwachsenen Exemplaren sind lanzettlich bis elliptisch, relativ dick, gerade, verjüngen sich zur Spreitenbasis hin und besitzen ein gerundetes oberes Ende. Die kaum erkennbaren Seitennerven gehen in einem spitzen Winkel vom Mittelnerv ab. Die Keimblätter (Kotyledone) sind zweiteilig.

### Blütenstand, Blüte und Frucht
Seitenständig an einem bei einer Breite von bis zu 3 mm im Querschnitt abgeflachten oder kantigen Blütenstandsschaft stehen in einem einfachen Blütenstand mehr als elf Blüten zusammen. Die Blütenknospen sind zylindrisch oder schnabelförmig und nicht blaugrün bemehlt oder bereift. Die Kelchblätter bilden eine Calyptra, die früh abfällt. Die glatte Calyptra ist länglich-spitz oder schnabelförmig, dreimal so lang wie der glatte Blütenbecher (Hypanthium) und schmaler als dieser.  Die Blüten sind weiß, gelb oder grün. Die Blütezeit in Western Australia liegt im Januar bis März, Juli, September oder November bis Dezember.
Der Diskus ist flach, die Fruchtfächer stehen heraus.

## Vorkommen
Das natürliche Verbreitungsgebiet von Eucalyptus lehmannii ist der westliche und mittlere Teil der Südküste  von Western Australia, um Albany und Esperance. Eucalyptus lehmannii kommt in den selbständigen Verwaltungsbezirken Albany, Esperance, Jerramungup und Ravensthorpe, in den Regionen Great Southern und Goldfields-Esperance vor.
Eucalyptus lehmannii wächst auf Sand-, Kies- und Lehmböden über Sand-, Laterit- oder Granitstein. Eucalyptus lehmannii findet man auf Felsriegeln, auf Sanddünen an der Küste, in Bachbetten, auf Hügeln oder an ausgesetzten Hängen.

## Systematik
Die Erstbeschreibung erfolgte 1844 durch Johann Conrad Schauer unter dem Namen (Basionym) Symphyomyrtus lehmannii Schauer in Plantae Preissianae, Volume 1 (1), S. 127. Das Typusmaterial weist die Beschriftung „In glareosis sterilibus collium Konkoberup promontorii Cape Rich, Novembri a. 1840. cum floribus et fructibus maturis lecta. Herb. Preiss. No. 227“ auf. Die Neukombination zu Eucalyptus lehmannii (Schauer) Benth. erfolgte 1867 in Flora Australiensis, Volume 3, S. 233. Das Artepitheton lehmannii wählte Schauer zu Ehren seines deutschen Botanikerkollegen Johann Georg Christian Lehmann. Weitere Synonyme für Eucalyptus lehmannii (Schauer) Benth. sind Eucalyptus macrocera Turcz., Eucalyptus lehmannii Benth. orth. var. und Symphyomyrtus lehmannii Schauer orth. var.
Es gibt zwei Unterarten von Eucalyptus lehmannii (Schauer) Benth.:
- Eucalyptus lehmannii (Schauer) Benth. subsp. lehmannii
- Eucalyptus lehmannii subsp. parallela D.Nicolle & M.E.French, Syn.: Eucalyptus lehmannii subsp. Narrow Leaf (D.Nicolle & M. French DN 4806) D.Nicolle, Eucalyptus lehmannii subsp. Northern (M. French 425) WA Herbarium, Eucalyptus lehmannii subsp. modifolia D.Nicolle, Eucalyptus lehmannii subsp. linearifolia D.Nicolle

Mit Eucalyptus megacornuta, Eucalyptus sporadica und Eucalyptus tetraptera, bildet die Unterart Eucalyptus lehmannii subsp. parallela  natürliche Hybriden. Es gibt Sorten.